# Meer van Monate
Het Meer van Monate (Italiaans: Lago di Monate) ligt in de Lombardische provincie Varese. Het ligt ingesloten tussen de meren Lago Maggiore, Meer van Varese en Meer van Comabbio. Het meer is ontstaan in de ijstijd en wordt omgeven door morenenheuvels. Doordat er een streng milieubeleid wordt uitgevoerd op en rondom het meer behoort het tot de schoonste meren van Italië. Vanaf de jaren zeventig is het varen met gemotoriseerde vaartuigen verboden op het water. Door de goede kwaliteit van het water is het Meer van Monate belangrijk voor de waterrecreatie.
Aan het meer liggen drie kleine plaatsen: Monate, Cadrezzate en Osmate. Via het riviertje Acquanegra wordt water langs Travedona en Ispra afgevoerd naar het Lago Maggiore.
Albano · 
Alserio · 
Annone · 
Barrea · 
Bolsena · 
Bracciano · 
Campotosto · 
Comabbio · 
Como · 
Endine · 
Garda · 
Garlate · 
Idro · 
Iseo · 
Ledro · 
Lugano · 
Maggiore · 
Mergozzo · 
Misurina · 
Monate · 
Orta · 
Pusiano · 
Trasimeno · 
Varese · 
Vico · 
Viverone